# Oued Saoura
Oued Saoura är en wadi i Algeriet.   Den ligger i provinsen Adrar, i den centrala delen av landet, 900 km söder om huvudstaden Alger.